# Annectacarus krachan
Annectacarus krachan är en kvalsterart som beskrevs av Sandór Mahunka 1995. Annectacarus krachan ingår i släktet Annectacarus och familjen Lohmanniidae. Inga underarter finns listade i Catalogue of Life.